# 中国海洋湖沼学会
中国海洋湖沼学会是中华人民共和国海洋湖沼科技工作者组成的群众性学术团体，是中国科学技术协会主管的社会团体。 1949年8月由上海秉志、朱树屏、王以康等17人发起筹备，1950年1月在上海市成立，首届理事长为孙云铸。1950年8月21日在北京清华园召开上海总会和各地分会代表会议，会议决定总会会址由上海迁往北京，推举孙云铸、张春霖、沈嘉瑞、张玺、伍献文、朱树屏、唐世凤等7人为总会常委。1955年7月总会会址迁往青岛；现挂靠单位是中国科学院海洋研究所。
现有会员8000余人，下设24个分会（专业委员会，如中国鱼类学会等）。